# Teresa Nzola Meso Ba

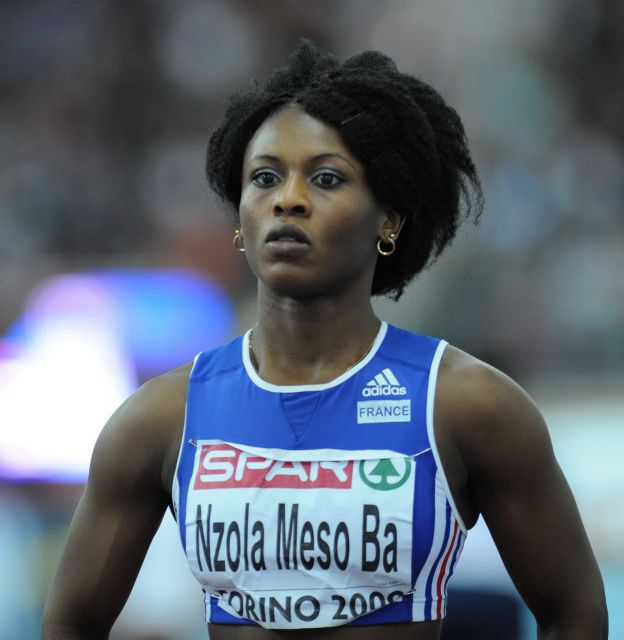
Teresa Nzola Meso Ba tại Giải vô địch trong nhà châu Âu năm 2009 tại Torino.

Teresa Nzola Meso Ba (sinh ngày 30 tháng 11 năm 1983, tại Luanda) là một người nhảy xa ba bước người Angola - Pháp.

## Tiểu sử
Cô trước đây đại diện cho Angola, nhưng đã chuyển sang Pháp năm 2003. Trước đó, cô đã lập kỷ lục nhảy ba lần của người Anh là 13,49 mét, vẫn đứng vững.
Nzola Meso Ba kết thúc thứ chín tại Giải vô địch châu Âu 2006. Tại Giải vô địch trong nhà châu Âu năm 2007, cô đã về thứ ba trong một kỷ lục trong nhà mới của Pháp và nhảy tốt nhất cá nhân 14,49 mét. Bước nhảy tốt nhất của cá nhân cô trước sự kiện là 14,07 mét, đạt được vào năm 2006.
Sau đó, cô thi đấu tại Giải vô địch thế giới 2007, Giải vô địch trong nhà thế giới 2008 và Thế vận hội Olympic 2008 mà không lọt vào trận chung kết. Cô đã cải thiện khả năng cá nhân tốt nhất lên 14,69 mét vào tháng 6 năm 2007 tại Munich.

## Thành tích giải đấu
| Năm               | Giải đấu                      | Địa điểm                   | Thứ hạng          | Nội dung          | Chú thích         |
| Representing Pháp | Representing Pháp             | Representing Pháp          | Representing Pháp | Representing Pháp | Representing Pháp |
| ----------------- | ----------------------------- | -------------------------- | ----------------- | ----------------- | ----------------- |
| 2005              | European Indoor Championships | Madrid, Spain              | 16th (q)          | Triple jump       | 13.31 m           |
| 2005              | European U23 Championships    | Erfurt, Germany            | 8th               | Triple jump       | 13.47 m           |
| 2006              | European Championships        | Gothenburg, Sweden         | 9th               | Triple jump       | 13.76 m           |
| 2007              | European Indoor Championships | Birmingham, United Kingdom | 3rd               | Triple jump       | 14.49 m           |
| 2007              | World Championships           | Osaka, Japan               | 17th (q)          | Triple jump       | 13.94 m           |
| 2008              | World Indoor Championships    | Valencia, Spain            | 9th (q)           | Triple jump       | 14.17 m           |
| 2008              | Olympic Games                 | Beijing, China             | 14th (q)          | Triple jump       | 14.11 m           |
| 2009              | European Indoor Championships | Turin, Italy               | 5th               | Triple jump       | 14.31 m           |
| 2009              | Mediterranean Games           | Pescara, Italy             | 2nd               | Triple jump       | 14.16 m           |
| 2009              | World Championships           | Berlin, Germany            | 11th              | Triple jump       | 13.79 m           |
| 2013              | Mediterranean Games           | Mersin, Turkey             | 7th               | Triple jump       | 13.36 m           |